# Mesopitec
El mesopitec (Mesopithecus, 'Mico del mig', ja que es troba entre Hylobates i Semnopithecus) era un tipus de mico del Vell Món, ja extint, va viure a Europa i Àsia fa 5-7 milions d'anys. El Mesopitechus s'assemblava a un macaco, el seu cos era d'uns 40 centimetres de llargada i podia utilitzar-lo tant per caminar com per escalar ja que el seu cos era prim, tot i que les seves extremitats eren fortes i posseïa uns dits molt flexibles. La seva dentadura suggereix que la seva dieta es basava principalment en fulles i fruita. Durant un temps es creia que aquest tipus de mico era l'avantpassat del langur gris, però un estudi més recent afirma que és més proper al rhinopitecus i el pygathrix.

## Galeria

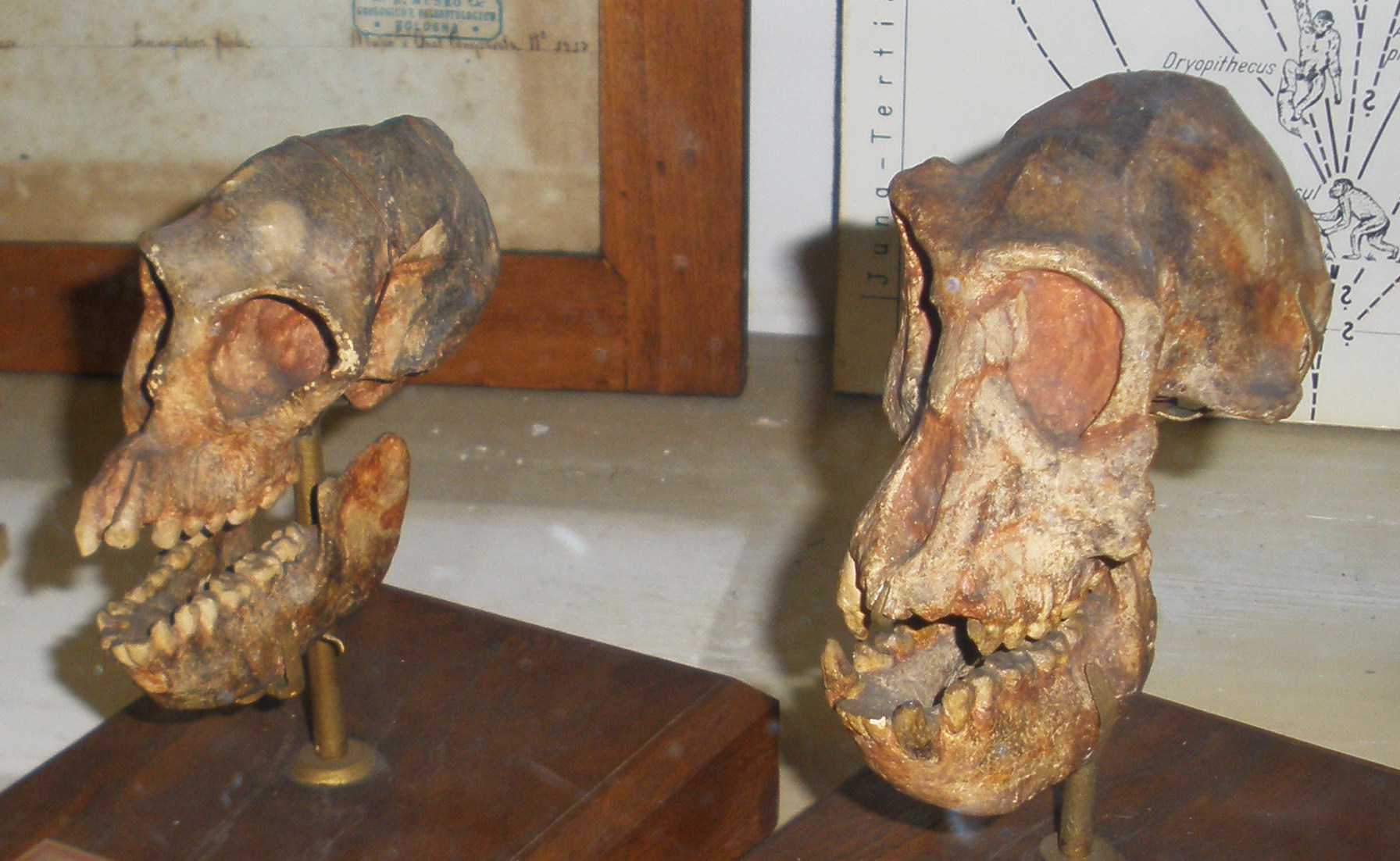
Cranis de Mesopithecus pentelici
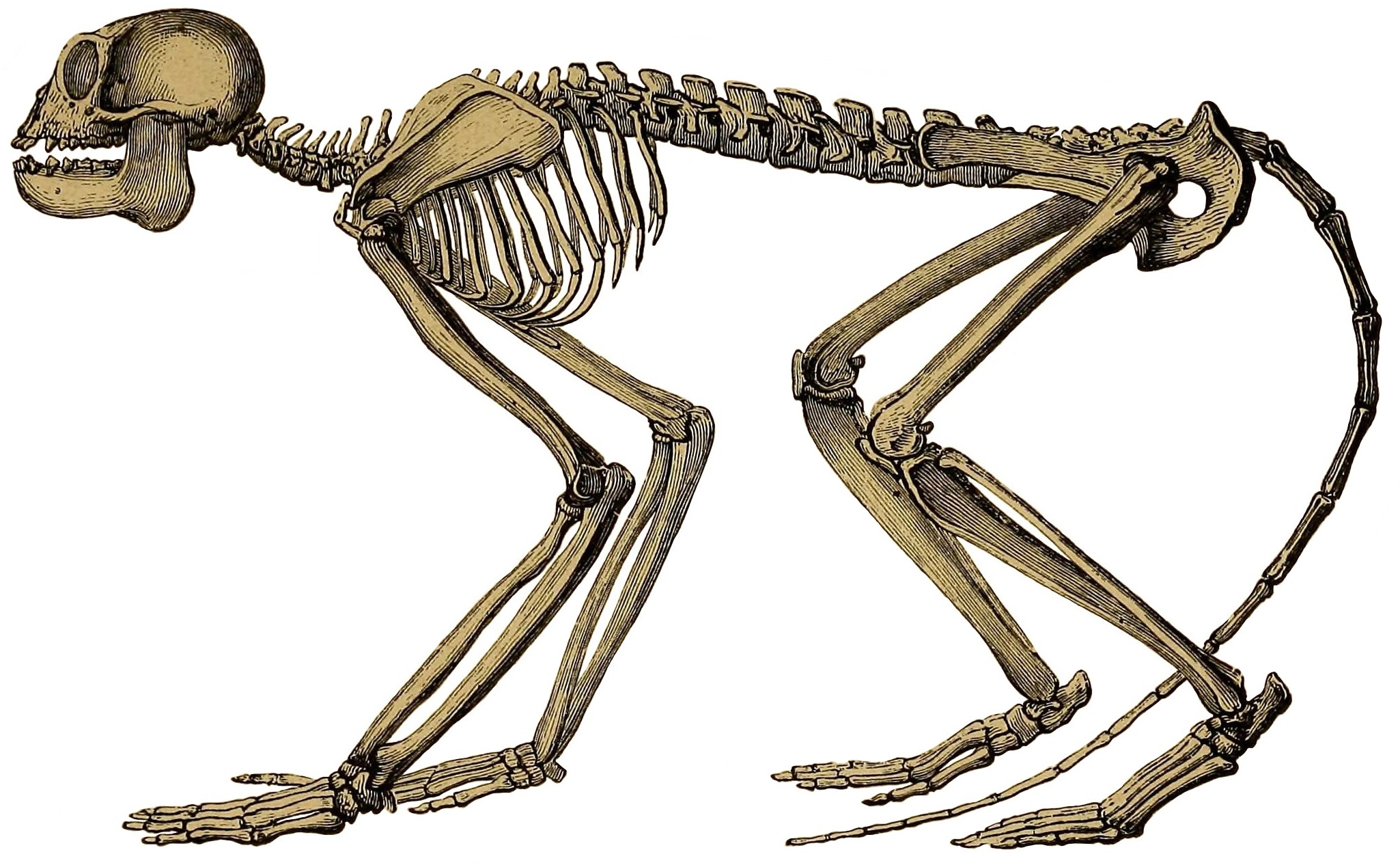
Restauració d'un esquelet de Mesopithecus